# Calhoun (Georgia)
Calhoun es una ciudad ubicada en el condado de Gordon en el estado estadounidense de Georgia. En el censo de 2000, su población era de 20.000 habitantes.

## Demografía
En el 2000 la renta per cápita promedia del hogar era de $33,618, y el ingreso promedio para una familia era de $42,310. El ingreso per cápita para la localidad era de $19,887. Los hombres tenían un ingreso per cápita de $27,616 contra $25,018 para las mujeres.

## Geografía
Calhoun se encuentra ubicado en las coordenadas 34°30′0″N 84°56′33″O / 34.50000, -84.94250 (30.877803, -84.208877).
Según la Oficina del Censo, la localidad tiene un área total de 30,2 km² (11,7 mi²), de la cual 30,2 km² (11,7 mi²) es tierra y 0 km² (0 mi²) (0.00%) es agua.